# Javad Daraei

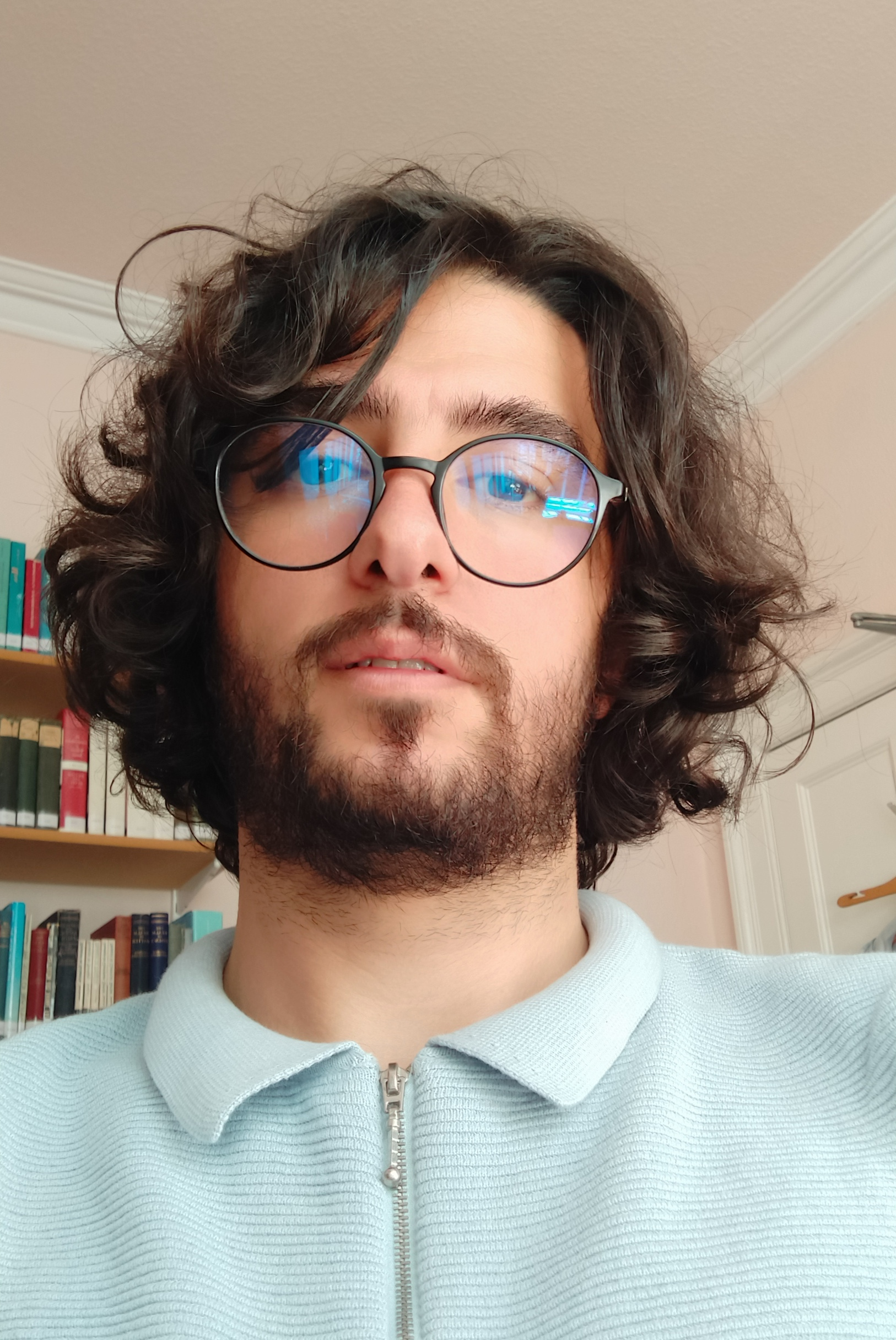
Javad Daraei at University Edinburgh جواد دارایی

Javad Daraei (persisch جواد دارایی; geboren 1992) ist ein iranischer Filmregisseur, Drehbuchautor und Filmemacher im Bereich Kino und Kameramann.
Javad Daraei ist Absolvent des Instituts für fortgeschrittene Studien in den Geisteswissenschaften (IASH) an der University of Edinburgh. 2016 führte er Regie in dem Kurzfilm I Don’t Like Her und 2017 folgte Limit. Sein Spielfilmdebüt gab er 2021 mit Metamorphosis in the Slaughterhouse , der auf vielen Festivals gezeigt wurde und darunter auch als Bester Spielfilm ausgezeichnet wurde.
Er wird charakterisiert als Underground-Filmemacher und ergreifender Geschichtenerzähler, der die harten Realitäten des Lebens im Iran einfängt. Seine Filme geben Randgruppen eine Stimme, wie Menschen mit Behinderungen und Frauen. Er porträtiert ihre Kämpfe in seinem speziellen filmische Stil von minimalistischen Bewegungen und trockenen Einstellungen, die sich auf einsame Figuren konzentrieren und eine Fülle von Emotionen hervorrufen. Auch durch subtile Farbexplosionen die von sprunghaften Kamerabewegungen unterbrochen werden, erzeugt er eine starke Atmosphäre.
Mit seinem filmischen Engagement setzte er sich nicht nur der Zensur iranischen Behörden aus, sondern auch Verhaftungen und Folter.

## Filmografie
- 2016: I don’t like her (Kurzfilm)
- 2017: Limit (Kurzfilm)
- 2021: Metamorphosis in the Slaughterhouse (Film)